# 母恋富士
母恋富士（ぼこいふじ）は、室蘭市母恋南町と母恋北町、御前水町にまたがる小山である。

## 概要
- 標高141mで四等三角点の山。山の形が富士山に似ていることからその名がついたと言われている。
- 昭和40年代前半から、市内道路の舗装化や室蘭港内の埋立目的で山頂部の石材採掘が行われたことから、名称の由来とも言える富士型の山容は失われている。
- 1935年（昭和10年）9月14日、室蘭港外で第四艦隊の訓練中に重巡洋艦足柄の砲塔で爆発・火災が発生し、将兵16名が犠牲となった。また同月17日には港内で駆逐艦潮の短艇が転覆（英語版）し、6人が死亡した。翌11年に足柄・潮・秋風（不詳）艦殉職英霊碑が山頂近くに建てられたが、先述の砕石の開始に伴い、市内沢町の満冏寺に移設されている。

## 送信所・中継局
テレビ
母恋富士があるこの地域は山に囲まれており、室蘭送信所の電波が届きにくいことから、地上デジタルテレビジョン放送の室蘭母恋中継局が設置されている。かつては地上アナログテレビジョン放送の中継局も設置されていた。
ラジオ
2008年（平成20年）8月10日に開局したコミュニティ放送局・室蘭まちづくり放送（FMびゅー）の親局送信所も山麓に設置された。

## 最寄駅
- JR北海道室蘭本線母恋駅